# 나르세스 1세

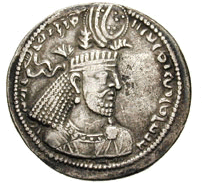
나르세스 1세의 동전

나르세스 1세 또는 나르세 1세(영어: Narses / Narseh / Narseus, 페르시아어:نرسى Narisā / نرسي Narsī, 팔라비어:nrsḥy, 그리스어:Ναρσης, Ναρασαιος, ? ~ ?)는 사산 왕조 페르시아 제국의 샤한샤이다. 아버지는 샤푸르 1세이며, 호르미즈드 1세와 바흐람 1세의 동생이다. 일반적으로 Narseh라고 쓰이지만, 어말의 [h]는 폐음절로 발음될 가능성이 높고, 특별히 중기 페르시아어(팔라비어)의 발음을 전부 확정할 수 있는 명칭이 아니기에, 특별히 표기가 통일되지 않았다. 생전에 아들인 호르미즈드 2세에 왕위를 넘겨주어 사망년도는 확실치 않다. 다만 호르미즈드 2세의 퇴위 이전에는 이미 사망한 것으로 보인다.

## 정권 탈취
나르세스는 “고귀한 마즈다 숭배자”라는 존칭이 주어졌으며, 샤푸르의 자손들 중 막내임에도 불구하고 가장 광대한 영역을 지배했다. 나르세스는 사카의 왕으로 임명되었지만, 정식적인 칭호는 “신드(sindh), 스지스탄, 트란으로부터 바다의 구석까지의 왕”이며, 그 영토는 쿠샨 왕조의 옛 지배 지역을 포함하고 있었다. 그는 사실상 쿠샨의 왕으로, 바흐람 1세의 치세에는 왕들 중에서 가장 권위 있는 아르메니아의 왕이었다. 또한 바흐람 2세 때에는 사산 왕조의 황제에게만 인정된 화폐를 발행하고, 자신의 이름과 초상을 새겨 넣어 자신이 정당한 계승자라는 것을 주장하였다.
결국 바흐람 3세가 꼭두각시로 집권하자, 나르세스를 지지하는 귀족들은 쿠데타를 도울 것을 맹세했다. 여기에 이전 나르세스의 즉위를 막았던 조로아스터교의 지도자 카르티르도 협력하였다. 당시의 내용과 협력자 명단은 기념비 파이쿠리(Paikuli)에 남아 있다. 명단엔 대부분 변경의 왕들이 쓰여 있었으며, 왕자들의 이름은 없었다. 또한 키르만, 메르브, 기란(Gilan), 메살 등의 중요 지역과 카레인, 스레인 등의 명문가의 이름은 누락되었다. 하지만 카르티르와 샤푸르는 이 시점에서 바흐람 3세를 단념하고 쿠데타에 가담하였다. 바흐람 1세가 이 두 명의 지원으로 등극한 것을 생각하면, 불과 수 개월만에 쿠데타가 가능했던 것을 이해할 수 있다. 결국 바흐람 3세는 재위 4개월 만에 폐위된다.

## 로마 전쟁
나르세스는 즉위 후, 로마에 빼앗긴 아르메니아와 메소포타미아의 탈환에 착수했다. 당시의 로마 제국은 디오클레티아누스와 그의 양자 갈레리우스의 치세였다. 이윽고 8년에 걸친 전쟁이 시작되었다. 페르시아군은 296년에 아르메니아에서 독립한 티리다테스(Tiridates)를 왕위로부터 추방했다. 297년에는 로마에서 티리다테스를 돕기위해 갈레리우스가 출진했다. 하지만 갈레리우스는 3번의 교전 뒤 패배하여 로마로 퇴각하였다. 그러나 그는 포기하지 않고 2만 5천의 군사를 다시 일으켜 아르메니아로 향했다.
결국 갈레리우스는 아르메니아인의 도움으로 나르세스의 군대에 피해를 입히고 메소포타미아 지역을 수복했다. 나르세스는 초전의 승리에도 불구하고 결국 수도 크테시폰을 빼았기고 후궁과 아내 및 자손들을 인질로 잡혔다. 동시에 티리다테스는 다시 아르메니아의 왕으로 복위했다. 이윽고 로마는 니시비스를 가르지르는 선을 중심으로 아르메니아와 크테시폰을 교환하는 것을 제안했다. 나르세스는 승낙했으며 이후 40여년동안 평화가 지속되었다.
본거지 아르메니아를 잃은 나르세스 1세는 생전에 왕위를 호르미즈드 2세에게 넘기고 은퇴하였다.

## 종교 정책
나르세스가 정통 조로아스터의 신도는 아니었다는 것을 타바리의 《예언자들과 제왕들의 서(Ta'rīkh Rusul wa al-Mulūk)》로부터 추측할 수 있다. 타바리에 의하면, 나르세스는 불을 신성시 여기는 사원을 방문한 적이 없었다고 한다. 또한 마니교에 대해서는 로마 내의 마니교도들의 지원을 얻을 속셈으로 바흐람 1세와 같은 난폭한 흉내는 내지 않았다. 나르세스가 샤푸르 1세의 치세를 의식하고 있던 것이라면, 종교적으로는 관용적이었다고 추측할 수 있다.
그러나 301년에 아르메니아는 기독교를 국교로 삼는다. 또한 312년에는 밀라노 칙령으로 기독교를 공인한 로마 황제 콘스탄티누스 1세와 동맹을 맺는다. 이로써 아르메니아와 로마의 연결이 강해지게 되어 사산 왕조는 상대적으로 고립되어 갔다.